# Tigres Fútbol Club
Maillots
Le Tigres Fútbol Club, est un club colombien de football, basé à Soacha. Le club évolue en Primera B (deuxième division).

## Histoire
- 2003 : fondation du club sous le nom d'Expreso Rojo
- 2016 : le club est renommé Tigres FC

## Joueurs et personnalités du club

### Joueurs emblématiques
- David Ferreira

## Image et identité

### Écusson

2003-2016